# Antigone de Caryste
Pour les articles homonymes, voir Antigone.
Antigone de Caryste est le nom d'au moins deux intellectuels grec du IVe siècle av. J.-C. et IIIe siècle av. J.-C. Leurs personnalités restent controversées puisque tous leurs écrits sont perdus ou ne sont parvenus qu'en fragments. La variété des disciplines attribuées à ces personnages, sur le naturalisme, la poésie, la sculpture, la biographie, laisse imaginer que ce nom désigne au moins deux Antigone de Caryste homonymes.

## Biographie
Plusieurs études des philologues Reinhold Köpke, Wilamowitz, Rohde, Olympius Musso, Credaro, Nebert ont tenté de reconstituer l'oeuvre d'Antigone de Caryste. Les conclusions furent diverses et souvent remises en cause. Plusieurs écrits lui sont attribués :
- un poème, Antipater (Άντίπατρος)[2].
- une épigramme (Άργυρέη κρήνη), conservée et publiée dans les écrits de Philippe de Thessalonique transmis par l'Anthologie de Planude (IX, 406)[3].
- Transformations, en vers[4].
- Sur son art, cité dans l'Histoire Naturelle de Pline l'Ancien
- Sur les animaux, cité par Hésychius et Étienne de Byzance
- Sur le style, cité par Athénée et Hésychius
- une Histoire d'Italie et une Périégèse de la Macédoine, qui sont probablement de deux auteurs différents[5].
- des biographies sur les philosophes de son temps. Les notices en sont assez amples, même si l'auteur ne décrit que le caractère et accumule les anecdotes. Ces biographies sont la source principale de Diogène Laërce, Athénée, Philodème et Aristoclès[6]. Ses portraits ont eu une influence notable chez les Grecs ainsi que sur Suétone[7]. Elles concernent Ménédème d'Érétrie, Polémon d'Athènes, Cratès l'Académicien, Lycon le Péripatécien, Ctésibios de Chalcis[8], Zénon de Citium, Denys d'Héraclée, Pyrrhon d'Élis, Timon de Phlionte, et un Démocrite[9]. Une reconstitution possible indique qu'il composa les Vies des fondateurs de l'école sceptique, puis des académiciens bien qu'il y ait eu des interpolations[10]. Il n'est pas impossible qu'il ait écrit d'autres biographies[11].
- un ouvrage zoologique[12]
- un lexique[13]
- les Curiosités de la Nature (Ἱστοριῶν παραδόξων συναγωγή, Historiarum mirabilium collectio) mises sous son nom sont inauthentiques. Ce sont des excerpta, une compilation d'auteurs divers et à caractère paradoxographique, largement interpolée au Xe siècle pour la grande encyclopédie de Constantin VII[14],[15],[16].

Tiziano Dorandi reprend la construction de Wilamowitz qui indique qu'il y eut deux Antigone de Caryste, des homonymes avec le même ethnique. L'un vécut sous Attale Ier, à la cour de Pergame, fut biographe de philosophes, sculpteur et historien de l'art. L'autre est antérieur d'un siècle et fut poète. On ne peut déterminer s'il est l'auteur de l'Histoire d'Italie et de la Périègèse de la Macédoine, mais les Curiosités de la nature sont exclues.

### Édition et traduction des restes
Antigone de Caryste, Fragments. Texte établi et traduit par Tiziano Dorandi. Paris, Les Belles Lettres, Collection des Universités de France, 1999 (CXXXVIII-72 p.). 